# Roman Rupp
Roman Rupp (* 25. Jänner 1964 in St. Andrä, Kärnten) ist ein ehemaliger österreichischer Skirennläufer. Der Abfahrtsspezialist erzielte einen Podestplatz im Skiweltcup und nahm an den Weltmeisterschaften 1989 teil.

## Biografie
Rupp kam Ende der 1970er-Jahre in den Kärntner Landeskader und wenige Jahre später in den Kader des Österreichischen Skiverbandes. Bereits 1983 hatte er seinen ersten Einsatz im Weltcup. Die Punkteränge erreichte er aber vorerst noch nicht, auch weil er immer wieder mit Verletzungen zu kämpfen hatte. Größere Erfolge gelangen ihm im Europacup, als er in der Saison 1984/85 punktegleich mit dem Schweizer Luc Genolet den zweiten Platz in der Abfahrtswertung belegte.
Seine ersten Weltcuppunkte holte Rupp am 25. Jänner 1987 auf der Streif in Kitzbühel. Danach kam er wieder zwei Jahre nicht unter die besten 15, ehe er am 13. Jänner 1989, ebenfalls auf der Kitzbüheler Streif, völlig überraschend mit der hohen Startnummer 43 auf den dritten Platz fuhr. Dieses Resultat, das auch sein bestes Weltcupergebnis blieb, war zwar sein einziges in diesem Winter in den Punkterängen, aber es ermöglichte dem Kärntner die Teilnahme an den Weltmeisterschaften 1989 in Vail, wo er den neunten Platz belegte.
In der Saison 1989/90 kam Rupp fünfmal unter die schnellsten 15. Seine besten Resultate waren die sechsten Plätze in Kitzbühel und Val-d’Isère. Damit kam er auf den neunten Rang im Abfahrtsweltcup. Wegen einer Verletzung konnte er jedoch im gesamten folgenden Winter keine Rennen bestreiten. Die „Comebacksaison“ 1991/92 verlief äußerst enttäuschend. Seine beste Platzierung war lediglich ein 30. Platz am Lauberhorn in Wengen. Rupp verlor die Kaderzugehörigkeit und beendete daraufhin seine Karriere. Heute lebt  und arbeitet er als Masseur in Wolfsberg (Kärnten).

## Erfolge

### Weltmeisterschaften
- Vail 1989: 9. Abfahrt

### Weltcup
- Saison 1989/90: 9. Abfahrtswertung
- Ein Podestplatz, weitere viermal unter den besten zehn

### Europacup
- Saison 1984/85: 2. Abfahrtswertung